# Leichtathletik-Weltmeisterschaften 2009/Siebenkampf der Frauen

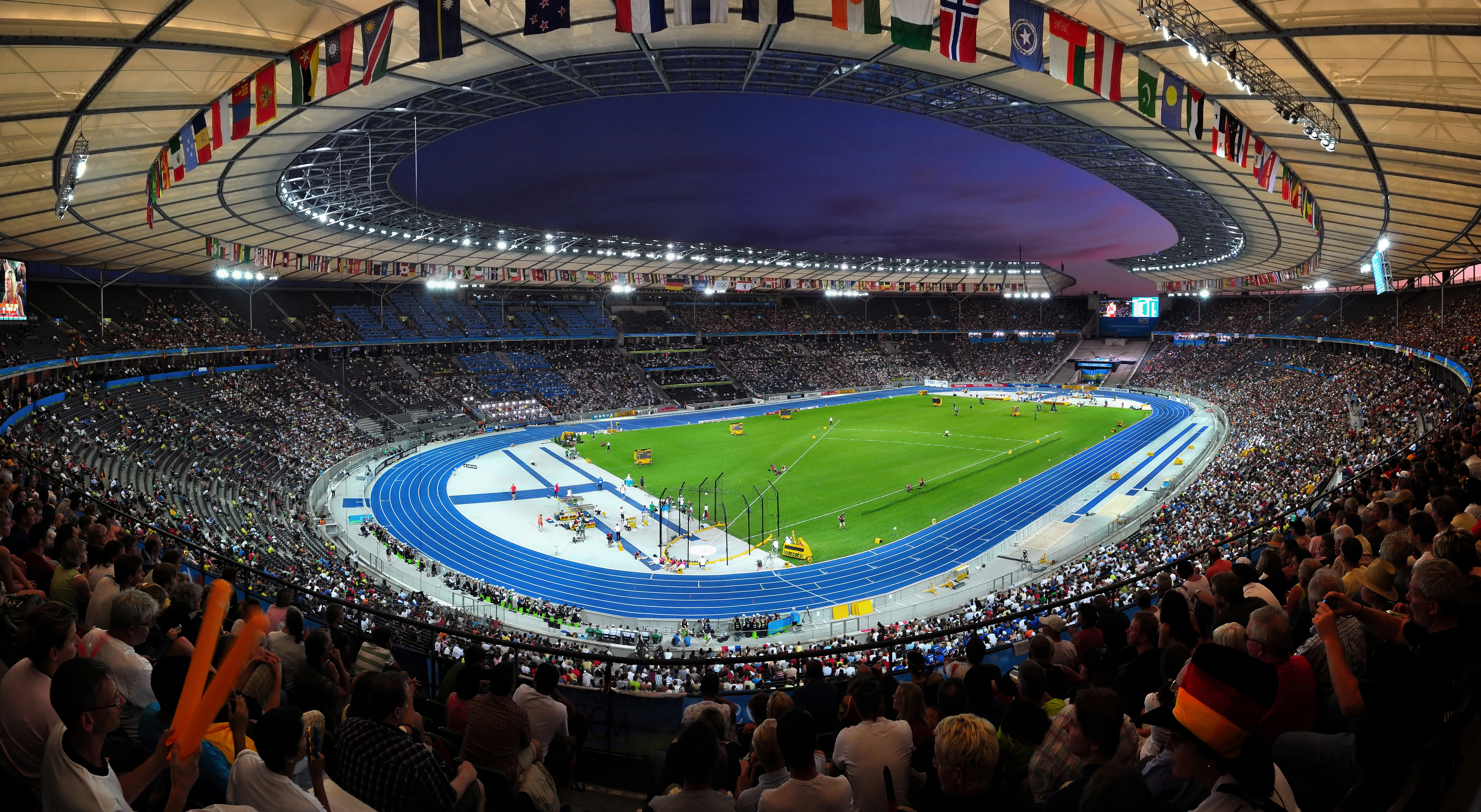
Das Berliner Olympiastadion während der Leichtathletik-Weltmeisterschaften

Der Siebenkampf der Frauen bei den Leichtathletik-Weltmeisterschaften 2009 wurde am 15. und 16. August 2009 im Olympiastadion der deutschen Hauptstadt Berlin ausgetragen.
Als Weltmeisterin durfte die Britin Jessica Ennis ihren ersten großen Sieg feiern. Sie gewann vor der Deutschen Jennifer Oeser. Bronze ging an die Polin Kamila Chudzik.

## Bestehende Rekorde
| Weltrekord | 7291 P | Jackie Joyner-Kersee | OS in Seoul, Südkorea | 23./24. September 1988       |
| WM-Rekord  | 7128 P | Jackie Joyner-Kersee | WM in Rom, Italien    | 31. August/1. September 1987 |

Der bestehende WM-Rekord wurde bei diesen Weltmeisterschaften nicht eingestellt und nicht verbessert.
Die britische Weltmeisterin Jessica Ennis erzielte mit ihrer Siegesleistung von 6731 P eine neue Weltjahresbestleistung.

## Doping
Die zunächst achtplatzierte Russin Tatjana Tschernowa war eine Mehrfachtäterin, erstmals aufgefallen mit einem positiven Befund auf Turinabol aus einem Nachtest von diesen Weltmeisterschaften. Ihr Resultat wurde annulliert und die Athletin erhielt eine zweijährige Sperre (22. Juli 2013 bis 21. Juli 2015). Letztlich wurden ihr auf der Grundlage des McLaren-Reports, der sich mit dem russischen Staatsdoping befasste, sämtliche Ergebnisse vom 17. August 2008 bis 5. Februar 2016 aberkannt,

## Durchführung
Die sieben Disziplinen des Siebenkampfs fanden auf zwei Tage verteilt statt, hier der Zeitplan:
| Tag 1: 15. August | 100-Meter-Hürdenlauf | 10:10 Uhr |                | Tag 2: 16. August | Weitsprung | 11:35 Uhr |
| Tag 1: 15. August | Hochsprung           | 11:20 Uhr | Speerwurf      | Tag 2: 16. August | 18:05 Uhr  |           |
| Tag 1: 15. August | Kugelstoßen          | 18:20 Uhr | 800-Meter-Lauf | Tag 2: 16. August | 20:50 Uhr  |           |
| Tag 1: 15. August | 200-Meter-Lauf       | 21:10 Uhr |                |                   |            |           |

Gewertet wurde nach der auch heute gültigen Punktetabelle von 1985.

## Ergebnis
15./16. August 2009
Die Weltjahresbeste Jessica Ennis ging nach Siegen im 100-Meter-Hürdenlauf und im Hochsprung sofort deutlich in Führung. Mit dem besten Ergebnis im Kugelstoßen konnte die Olympiasiegerin von 2008 Natalija Dobrynska ihren Rückstand zwischenzeitlich verkürzen. Jessica Ennis beendete den ersten Wettkampftag mit der schnellsten Zeit im 200-Meter-Lauf. Die beste Leistung im Weitsprung erzielte Kamila Chudzik. Beste Speerwerferin war Linda Züblin, die dabei sogar einen neuen Landesrekord für die Schweiz aufstellte, in der Gesamtwertung jedoch keine Rolle spielte. Vor dem abschließenden 800-Meter-Lauf lag Jessica Ennis komfortabel in Führung, dahinter kämpften Kamila Chudzik, Jennifer Oeser und Natalija Dobrynska um Silber und Bronze. Trotz eines Sturzes eine Runde vor dem Ziel gelang es Oeser, Chudzik noch vom zweiten Rang der Gesamtwertung zu verdrängen, während Dobrynska auf dem medaillenlosen vierten Rang blieb. Die beste Zeit über 800 Meter erzielte die später wegen Verstoßes gegen die Antidopingbestimmungen disqualifizierte Tatjana Tschernowa (siehe oben). Jessica Ennis hatte keine Mühe, ihre Gesamtführung bis zum Ende zu verteidigen. Ennis und Oeser stellten neue persönliche Bestleistungen im Siebenkampf auf.
Hinter Weltmeisterin Jessica Ennis gab es sehr knappe Abstände. Die Ränge zwei und sechs waren nur durch 79 Punkte voneinander getrennt. Der drittplatzierten Kamila Chudzik fehlten 22 Punkte zu Silber, Natalja Dobrynska auf Rang vier fehlten 27 Punkte zur Bronzemedaille.
| Platz | Name                       | Nation         | Punkte  |  | 100 m Hürden   | Hoch- sprung  | Kugel- stoßen | 200 m          |  | Stand n. Tag 1 (P) |  | Weit- sprung  | Speer- wurf   | 800 m             |
| 1     | Jessica Ennis              | Großbritannien | 6731 WL |  | 12,93 s 1135 P | 1,92 m 1132 P | 14,14 m 803 P | 23,25 s 1054 P |  | 4124               |  | 6,29 m 940 P  | 43,54 m 735 P | 2:12,22 min 932 P |
| 2     | Jennifer Oeser             | Deutschland    | 6493    |  | 13,62 s 1033 P | 1,83 m 1016 P | 14,29 m 813 P | 24,30 s 952 P  |  | 3814               |  | 6,42 m 981 P  | 46,70 m 796 P | 2:14,34 min 902 P |
| 3     | Kamila Chudzik             | Polen          | 6471    |  | 13,50 s 1050 P | 1,74 m 903 P  | 15,10 m 868 P | 24,33 s 949 P  |  | 3770               |  | 6,55 m 1023 P | 48,72 m 835 P | 2:18,58 min 843 P |
| 4     | Natalija Dobrynska         | Ukraine        | 6444    |  | 13,85 s 1000 P | 1,83 m 1016 P | 15,82 m 916 P | 25,02 s 885 P  |  | 3817               |  | 6,41 m 978 P  | 43,29 m 731 P | 2:13,22 min 918 P |
| 5     | Ljudmyla Jossypenko        | Ukraine        | 6416    |  | 13,64 s 1030 P | 1,86 m 1054 P | 13,01 m 728 P | 23,86 s 994 P  |  | 3806               |  | 6,20 m 912 P  | 46,87 m 800 P | 2:14,64 min 898 P |
| 6     | Hanna Melnytschenko        | Ukraine        | 6414    |  | 13,60 s 1036 P | 1,83 m 1016 P | 13,70 m 774 P | 24,11 s 970 P  |  | 3796               |  | 6,43 m 985 P  | 42,24 m 710 P | 2:12,85 min 923 P |
| 7     | Antoinette Nana Djimou Ida | Frankreich     | 6323    |  | 13,44 s 1059 P | 1,77 m 941 P  | 14,04 m 797 P | 24,83 s 902 P  |  | 3699               |  | 6,32 m 949 P  | 47,93 m 820 P | 2:17,72 min 855 P |
| 8     | Julia Mächtig              | Deutschland    | 6265    |  | 14,40 s 923 P  | 1,83 m 1016 P | 15,21 m 875 P | 24,39 s 944 P  |  | 3758               |  | 6,36 m 962 P  | 40,70 m 681 P | 2:17,07 min 864 P |
| 9     | Sharon Day                 | USA            | 6126    |  | 13,90 s 993 P  | 1,89 m 1093 P | 13,42 m 755 P | 25,15 s 873 P  |  | 3714               |  | 5,69 m 756 P  | 44,14 m 747 P | 2:13,84 min 909 P |
| 10    | Diana Pickler              | USA            | 6086    |  | 13,50 s 1050 P | 1,77 m 941 P  | 12,40 m 688 P | 24,75 s 910 P  |  | 3589               |  | 6,24 m 924 P  | 41,13 m 689 P | 2:15,60 min 884 P |
| 11    | Marisa De Aniceto          | Frankreich     | 6049    |  | 13,78 s 1010 P | 1,77 m 941 P  | 12,21 m 675 P | 25,32 s 858 P  |  | 3484               |  | 5,97 m 840 P  | 48,39 m 829 P | 2:14,80 min 896 P |
| 12    | Aiga Grabuste              | Lettland       | 6033    |  | 13,78 s 1010 P | 1,71 m 867 P  | 13,26 m 745 P | 25,49 s 842 P  |  | 3464               |  | 6,40 m 975 P  | 43,52 m 735 P | 2:17,43 min 859 P |
| 13    | Louise Hazel               | Großbritannien | 6008    |  | 13,60 s 1036 P | 1,71 m 867 P  | 11,62 m 636 P | 24,19 s 963 P  |  | 3502               |  | 6,13 m 890 P  | 43,51 m 735 P | 2:15,85 min 881 P |
| 14    | Brianne Theisen            | Kanada         | 5949    |  | 13,69 s 1023 P | 1,77 m 941 P  | 11,07 m 600 P | 24,62 s 922 P  |  | 3486               |  | 5,82 m 795 P  | 43,84 m 741 P | 2:12,62 min 927 P |
| 15    | Linda Züblin               | Schweiz        | 5934    |  | 13,75 s 1014 P | 1,62 m 759 P  | 13,16 m 738 P | 25,04 s 883 P  |  | 3394               |  | 5,69 m 756 P  | 53,01 m 919 P | 2:17,01 min 865 P |
| 16    | Jessica Samuelsson         | Schweden       | 5885    |  | 13,96 s 984 P  | 1,68 m 830 P  | 13,56 m 765 P | 24,71 s 914 P  |  | 3493               |  | 5,90 m 819 P  | 37,15 m 613 P | 2:10,34 min 960 P |
| 17    | Kaie Kand                  | Estland        | 5760    |  | 13,99 s 980 P  | 1,71 m 867 P  | 12,83 m 716 P | 26,07 s 791 P  |  | 3354               |  | 5,99 m 846 P  | 37,68 m 623 P | 2:11,92 min 937 P |
| 18    | Aryiró Stratáki            | Griechenland   | 5748    |  | 14,17 s 954 P  | 1,71 m 867 P  | 12,93 m 723 P | 25,93 s 803 P  |  | 3347               |  | 5,87 m 810 P  | 42,87 m 722 P | 2:16,72 min 869 P |
| 19    | Yvonne Wisse               | Niederlande    | 5704    |  | 13,66 s 1027 P | 1,68 m 830 P  | 12,53 m 696 P | 24,78 s 907 P  |  | 3460               |  | 5,87 m 810 P  | 33,82 m 549 P | 2:15,58 min 885 P |
| 20    | Yuliya Tarasova            | Usbekistan     | 5658    |  | 14,23 s 946 P  | 1,68 m 830 P  | 12,92 m 722 P | 24,60 s 924 P  |  | 3422               |  | 6,23 m 921 P  | 40,88 m 684 P | 2:35,05 min 631 P |
| 21    | Nadja Casadei              | Schweden       | 5598    |  | 14,40 s 923 P  | 1,68 m 830 P  | 12,92 m 722 P | 24,92 s 894 P  |  | 3369               |  | 5,78 m 783 P  | 32,30 m 520 P | 2:12,66 min 926 P |
| 22    | Eliška Klučinová           | Tschechien     | 5505    |  | 14,89 s 856 P  | 1,71 m 867 P  | 13,40 m 754 P | 26,17 s 782 P  |  | 3259               |  | 5,78 m 783 P  | 41,19 m 690 P | 2:23,79 min 773 P |
| 23    | Bettie Wade                | USA            | 5134    |  | 13,79 s 1008 P | 1,80 m 978 P  | NM 0 P        | 24,98 s 889 P  |  | 2875               |  | 6,18 m 905 P  | 36,70 m 604 P | 2:25,50 min 750 P |
| 24    | Ida Marcussen              | Norwegen       | 5014    |  | 14,51 s 907 P  | 1,65 m 795 P  | 12,71 m 708 P | 25,59 s 833 P  |  | 3243               |  | NM 0 P        | 50,02 m 861 P | 2:13,81 min 910 P |
| 25    | Sushmitha Singha Roy       | Indien         | 4983    |  | 14,55 s 902 P  | 1,62 m 759 P  | 11,15 m 605 P | 25,65 s 828 P  |  | 3094               |  | 5,43 m 680 P  | 36,03 m 591 P | 2:36,13 min 618 P |
| DNF   | Karolina Tymińska          | Polen          | 3363    |  | 13,67 s 1026 P | 1,71 m 867 P  | 13,75 m 777 P | 23,87 s 993 P  |  | 3663               |  | DNS           |               |                   |
| DNF   | Lilli Schwarzkopf          | Deutschland    | 2666    |  | 13,80 s 1007 P | 1,74 m 903 P  | 13,43 m 756 P | DNS            |  | 2666               |  |               |               |                   |
| DNF   | Sara Aerts                 | Belgien        | 1888    |  | 13,45 s 1058 P | 1,68 m 830 P  | DNS           |                |  | 1888               |  |               |               |                   |
| DOP   | Tatjana Tschernowa         | Russland       | 6288    |  | 13,58 s 1039 P | 1,74 m 903 P  | 12,43 m 690 P | 24,13 s 968 P  |  | 3600               |  | 6,50 m 1007 P | 41,88 m 703 P | 2:09,11 min 978 P |

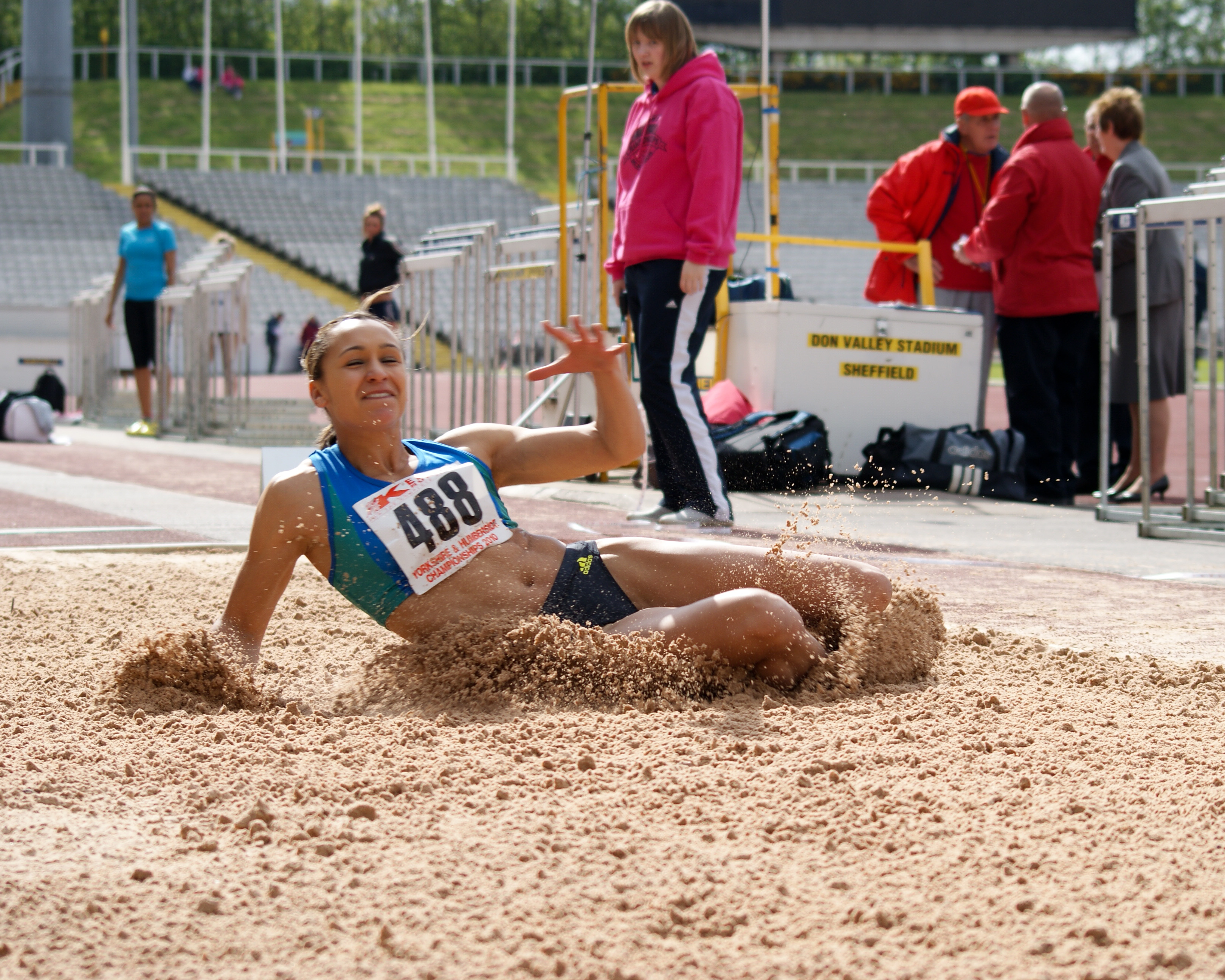
Erster großer Titel für Weltmeisterin Jessica Ennis
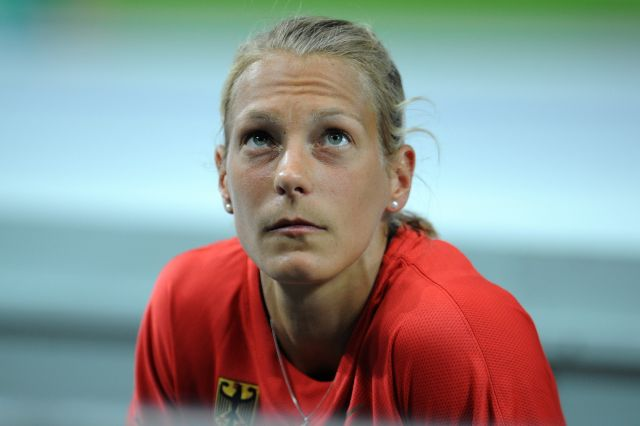
Vizeweltmeisterin trotz eines Sturzes im abschließenden 800-Meter-Lauf: Jennifer Oeser
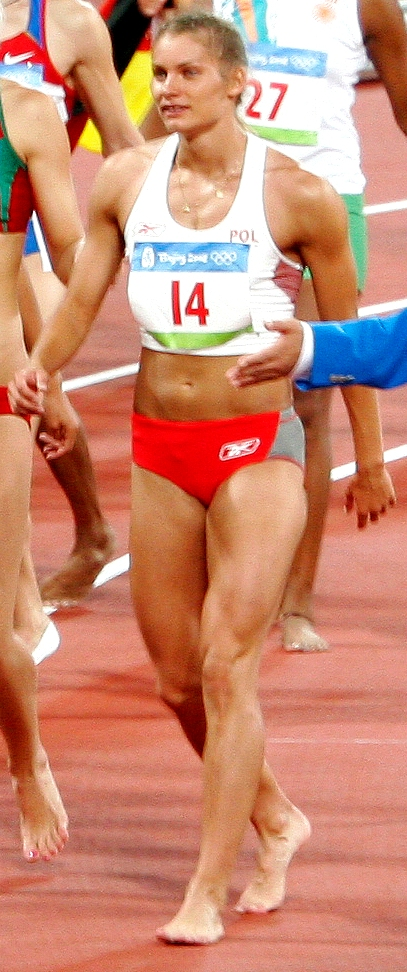
Bronzemedaillengewinnerin Kamilla Chudzik
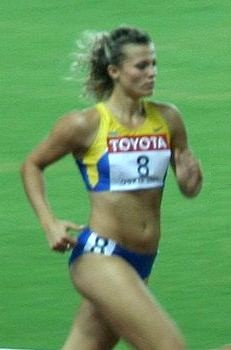
Die aktuelle Olympiasiegerin und Vizeeuropameisterin von 2002 Natalija Dobrynska musste sich mit dem medaillenlosen vierten Platz zufriedengeben
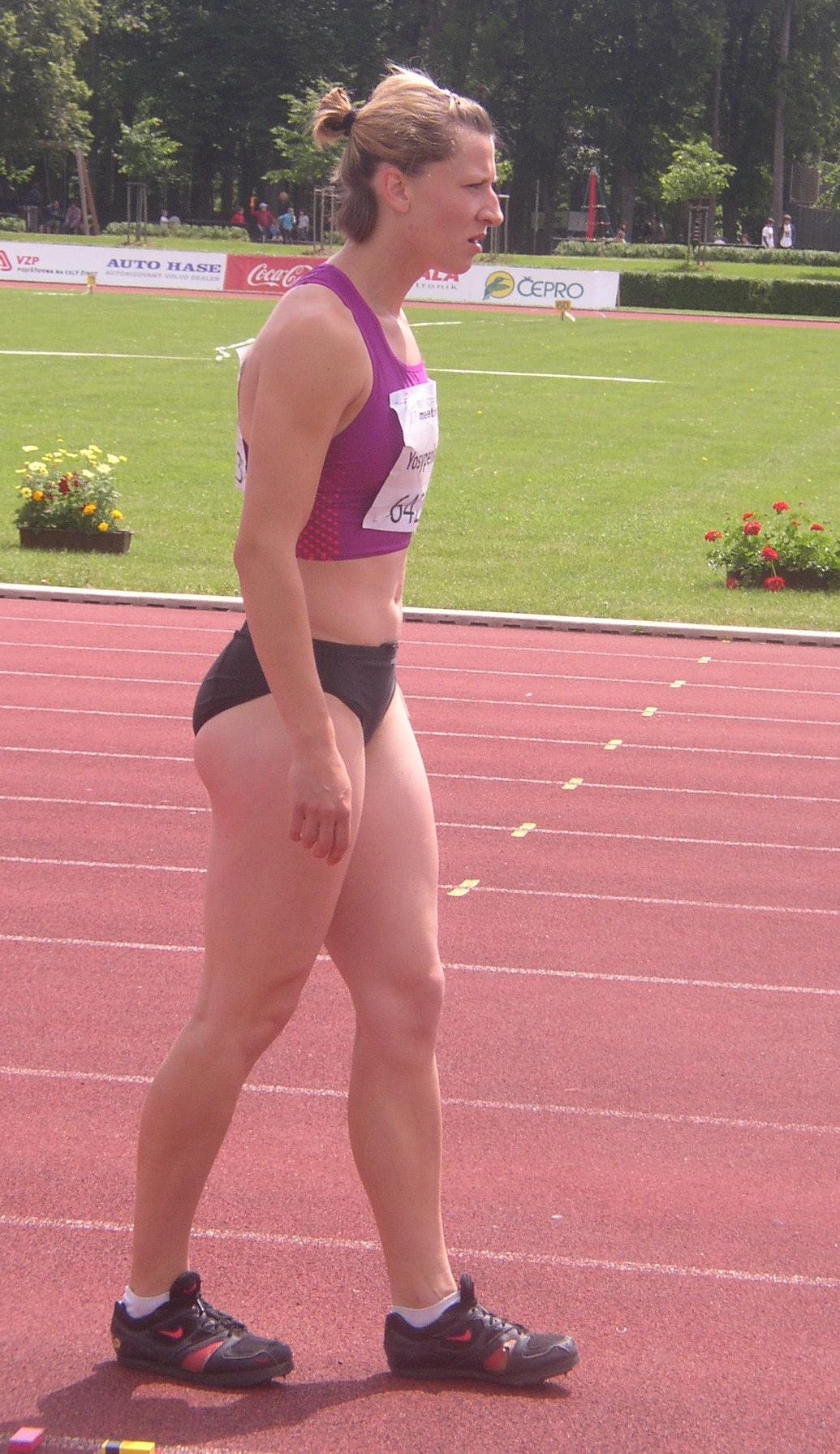
Ljudmyla Jossypenko belegte Rang fünf
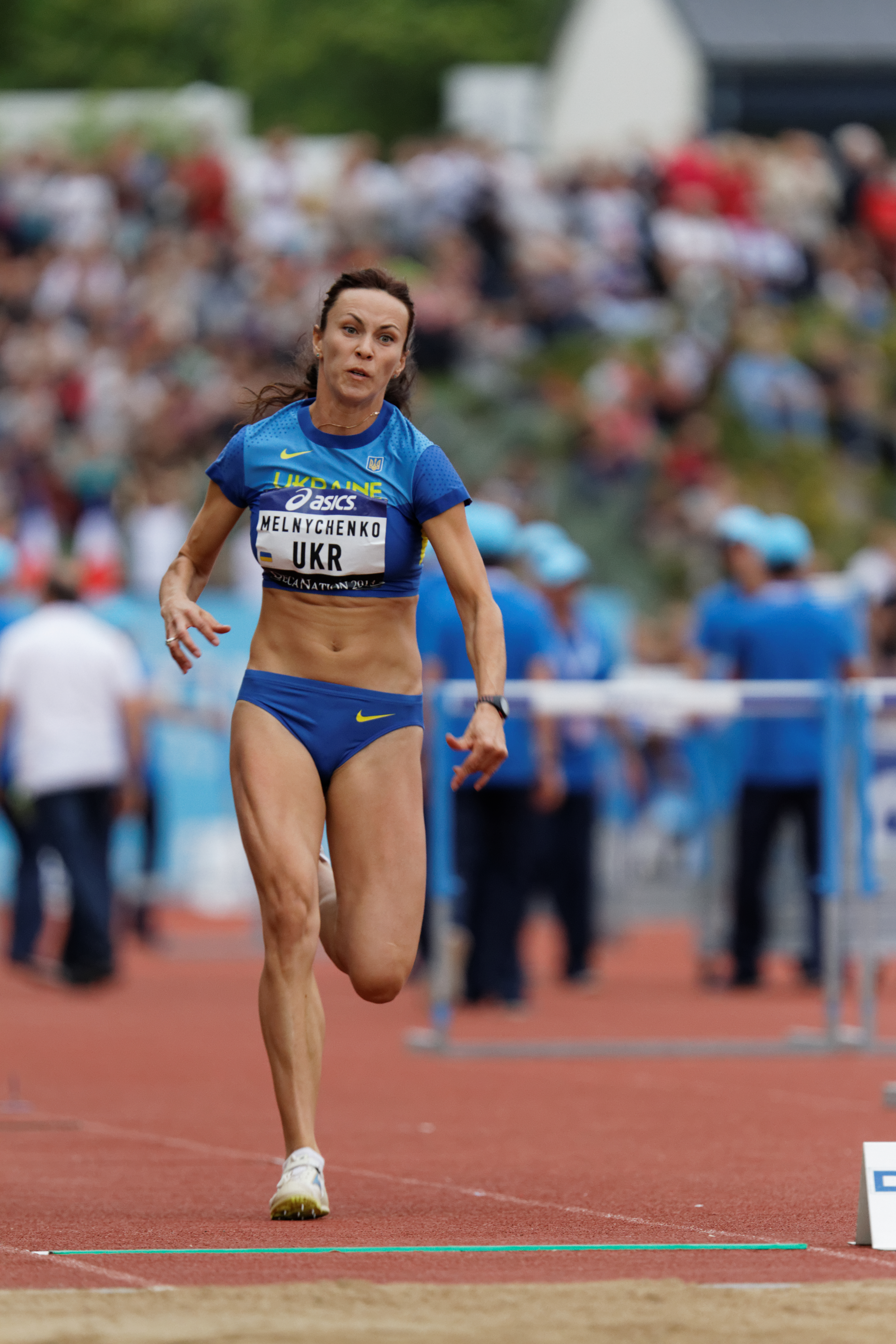
Hanna Melnytschenko kam auf den sechsten Platz
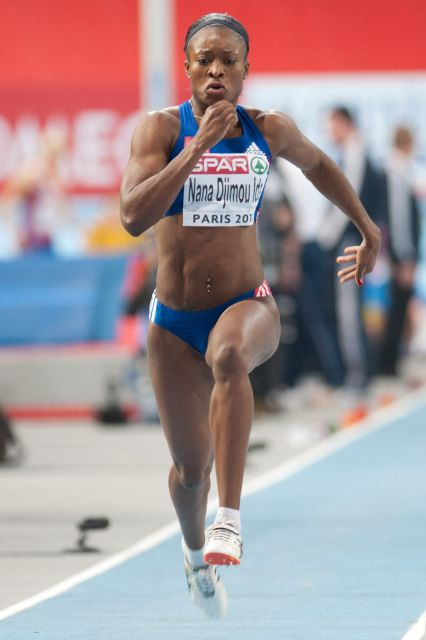
Antoinette Nana Djimou Ida erreichte Platz sieben
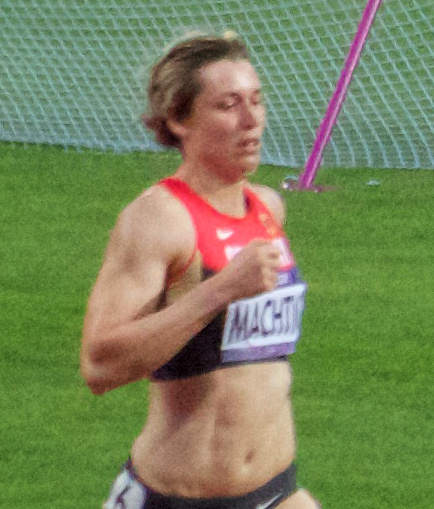
Julia Mächtig – Rang acht
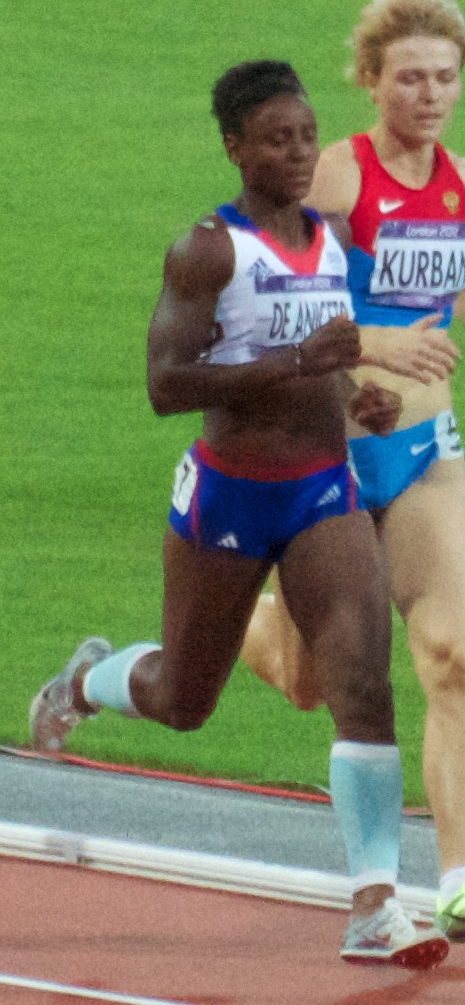
Die elftplatzierte Marisa De Aniceto
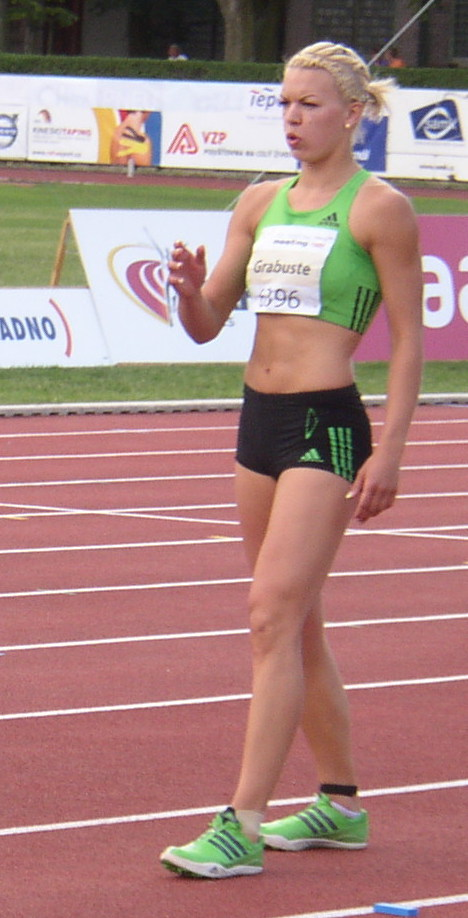
Aiga Grabuste wurde Zwölfte
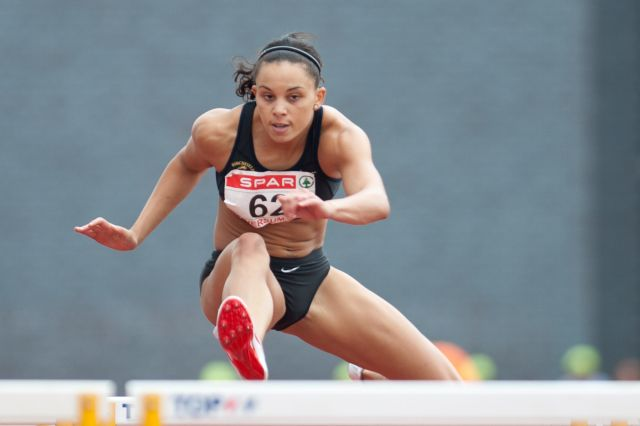
Rang dreizehn für Louise Hazel
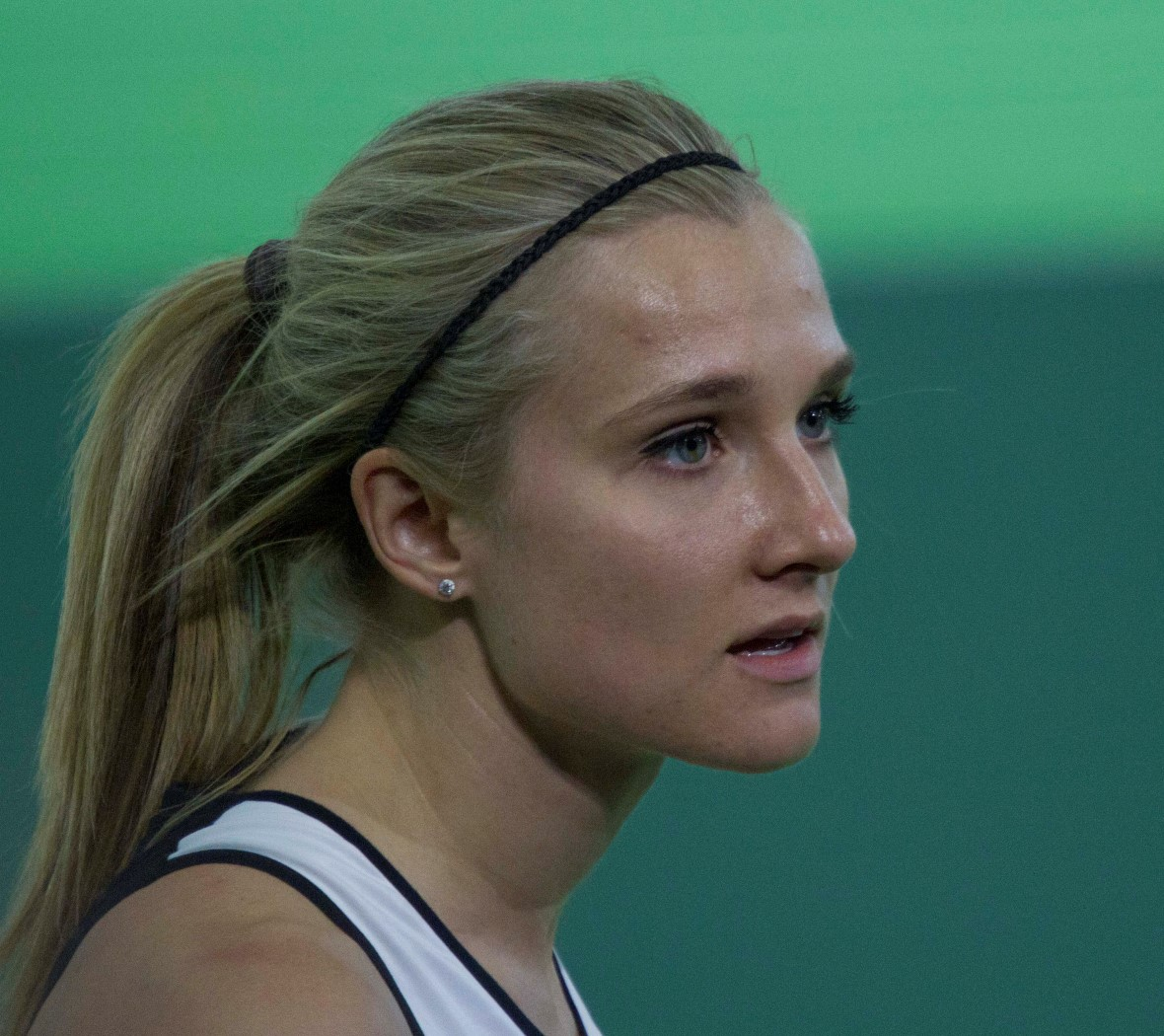
Brianne Theisen – Platz vierzehn
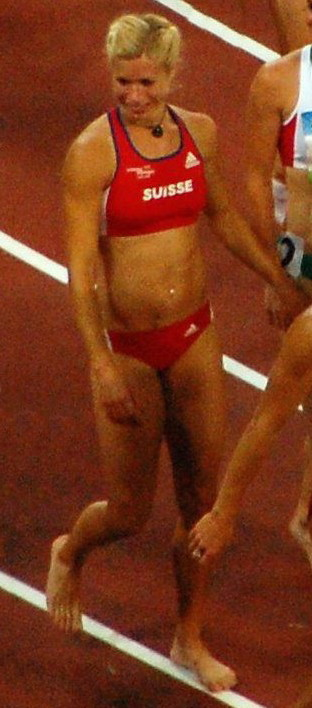
Linda Züblin – Platz fünfzehn
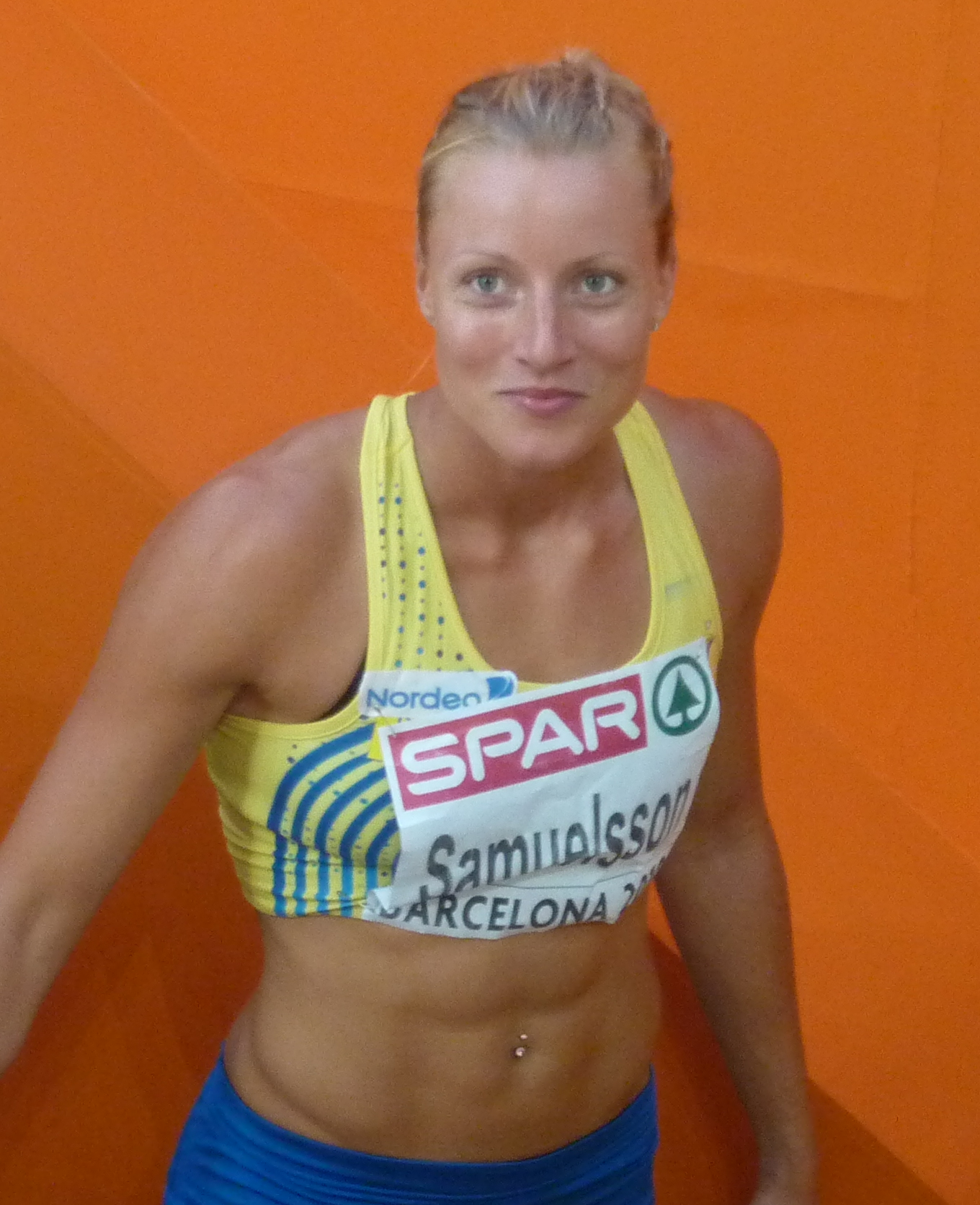
Jessica Samuelsson – Platz sechzehn
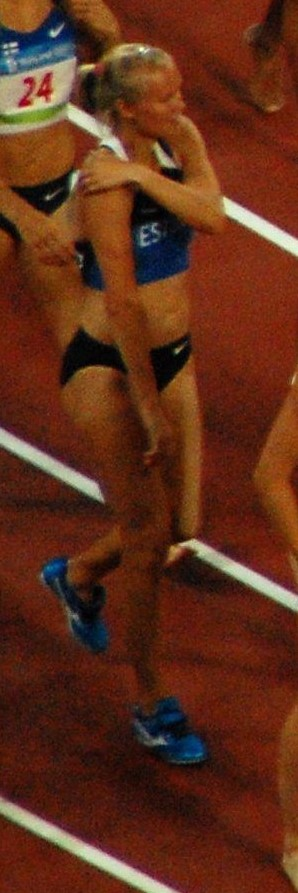
Kaie Kand – Platz siebzehn
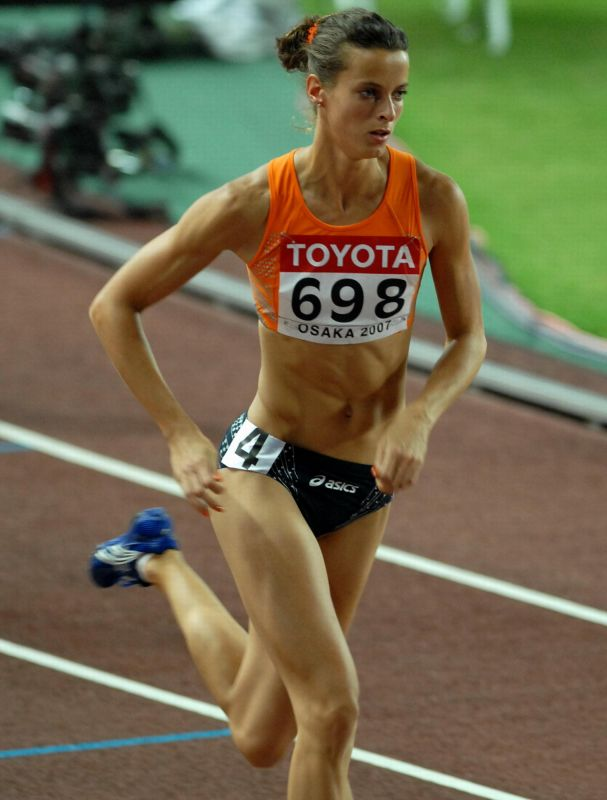
Yvonne Wisse – Platz neunzehn
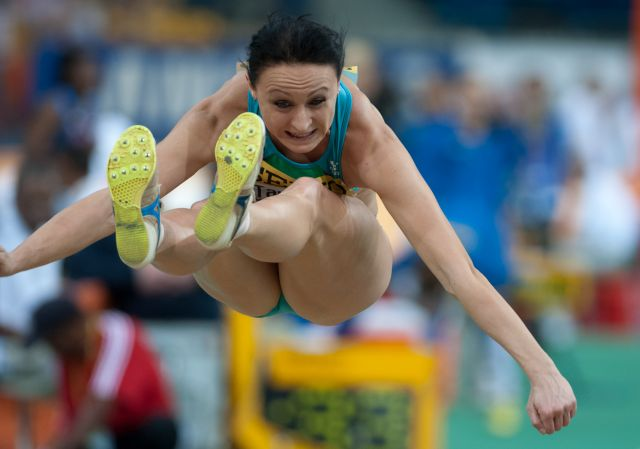
Yuliya Tarasova – Platz zwanzig
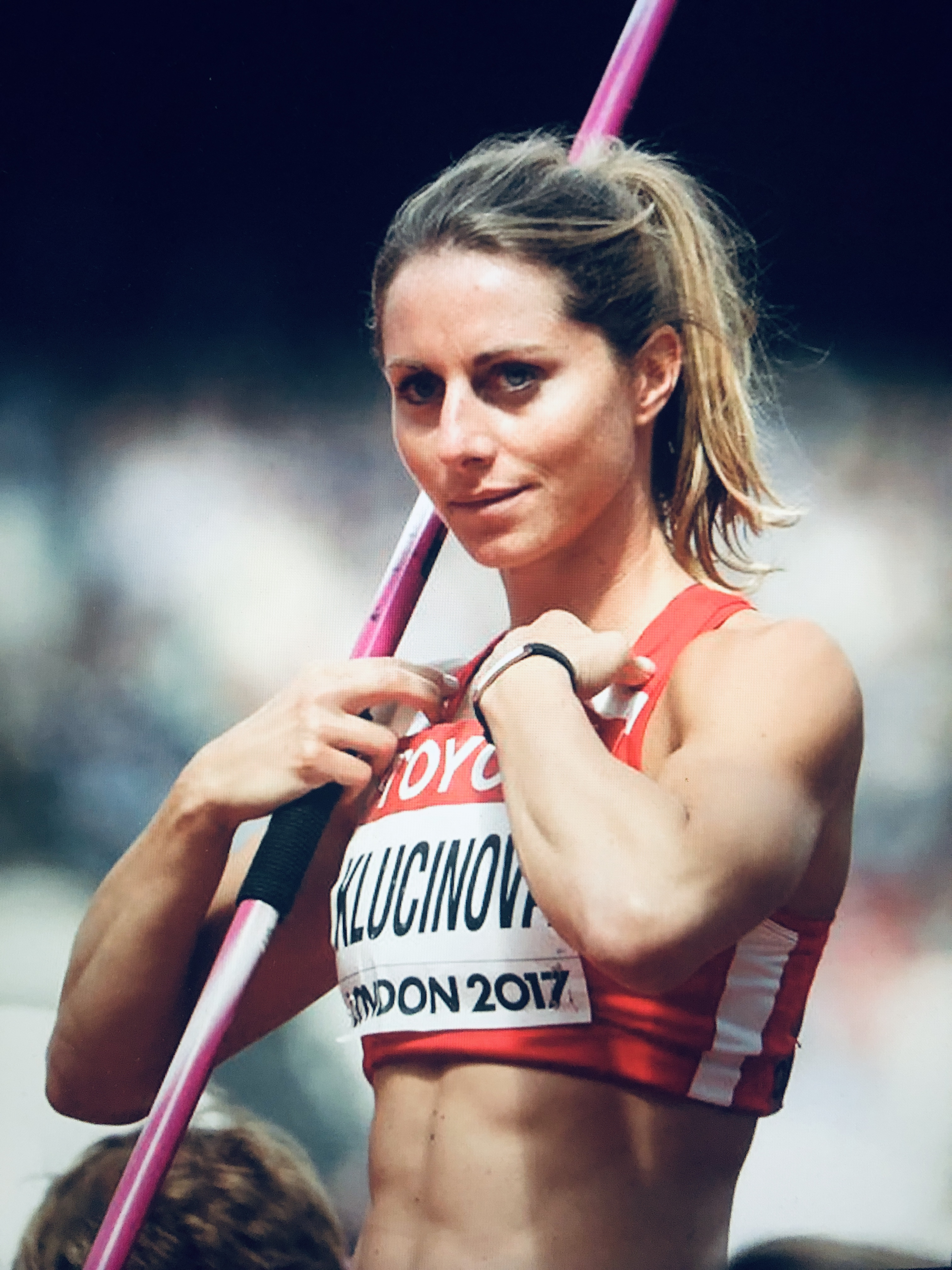
Eliška Klučinová – Platz 22
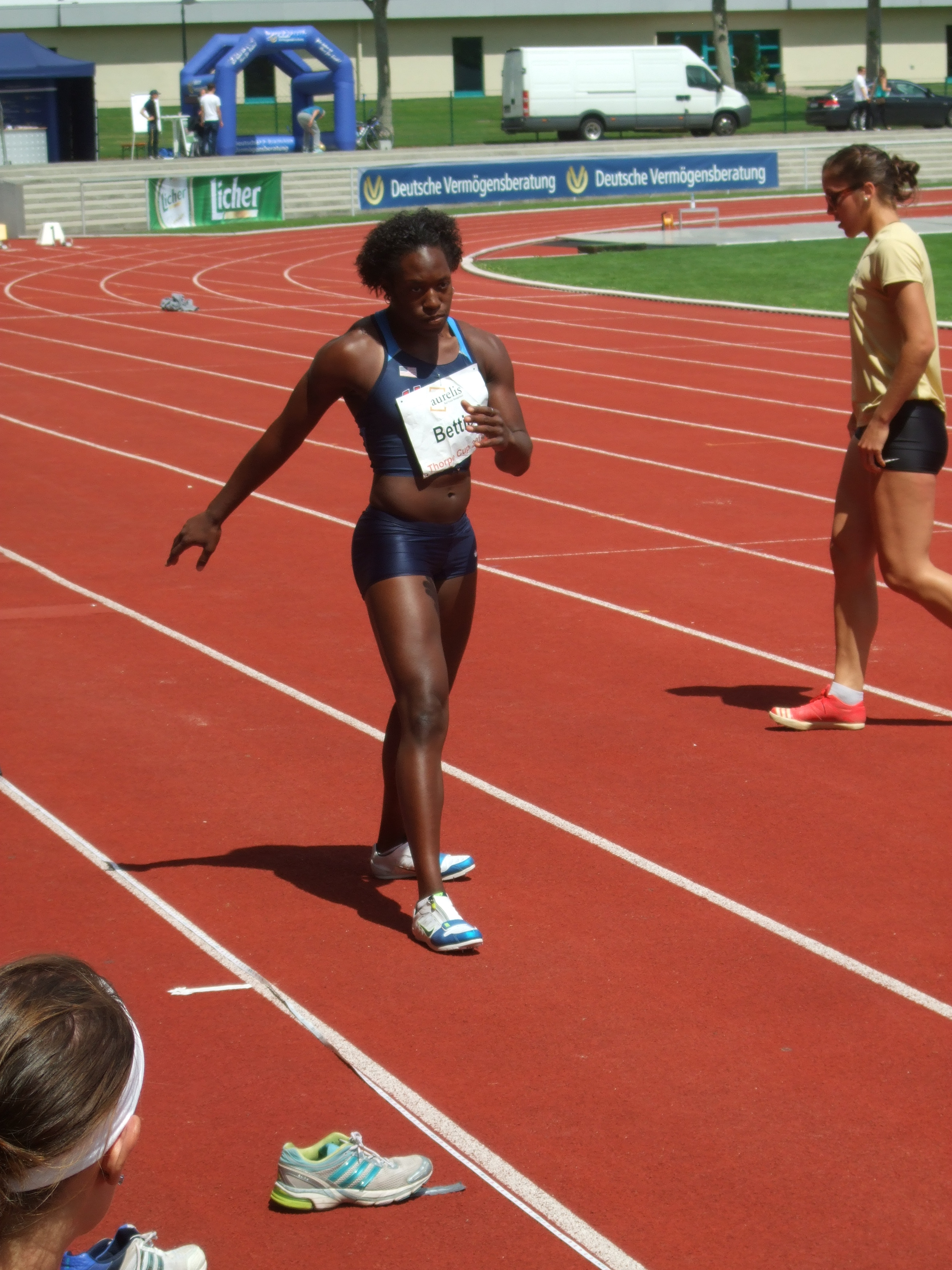
Bettie Wade – Platz 23
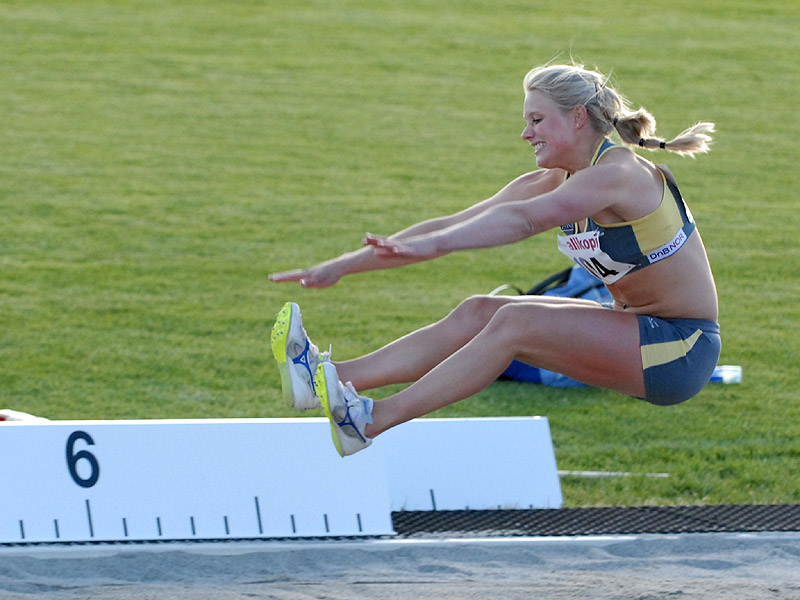
Ida Marcussen – Platz 25
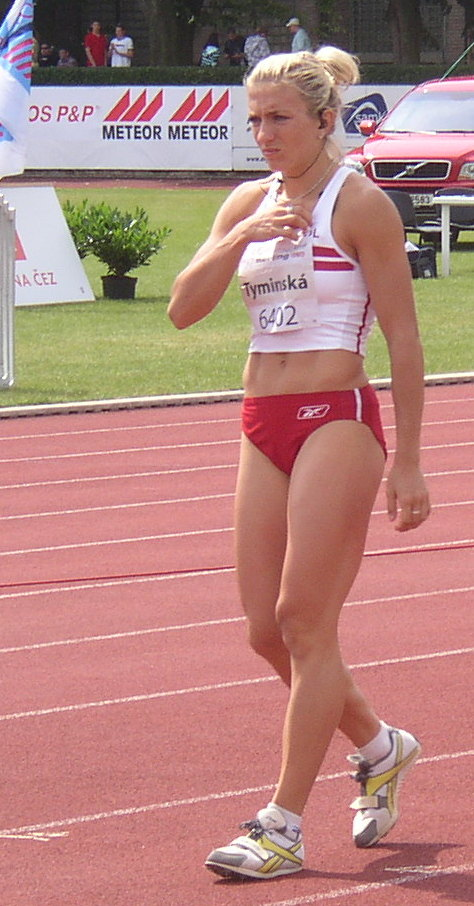
Karolina Tymińska – zum zweiten Tag nicht mehr angetreten
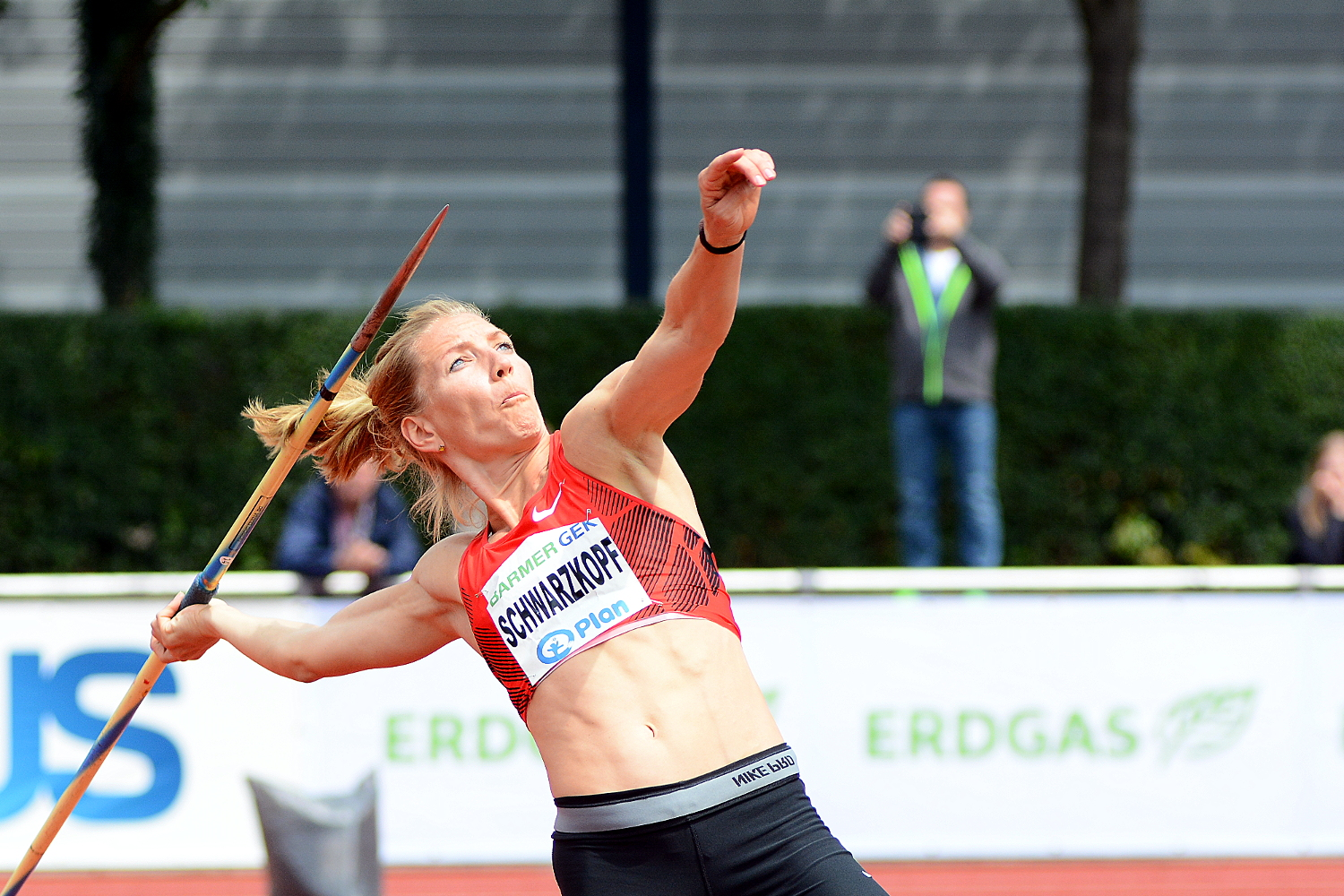
Lilli Schwarzkopf – nach dem Kugelstoßen nicht mehr angetreten
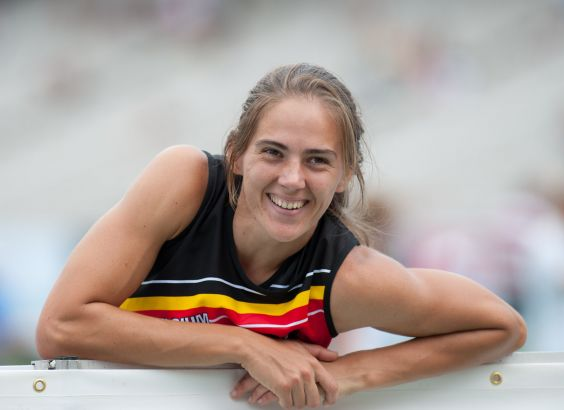
Sara Aerts – nach dem Hochsprung nicht mehr angetreten
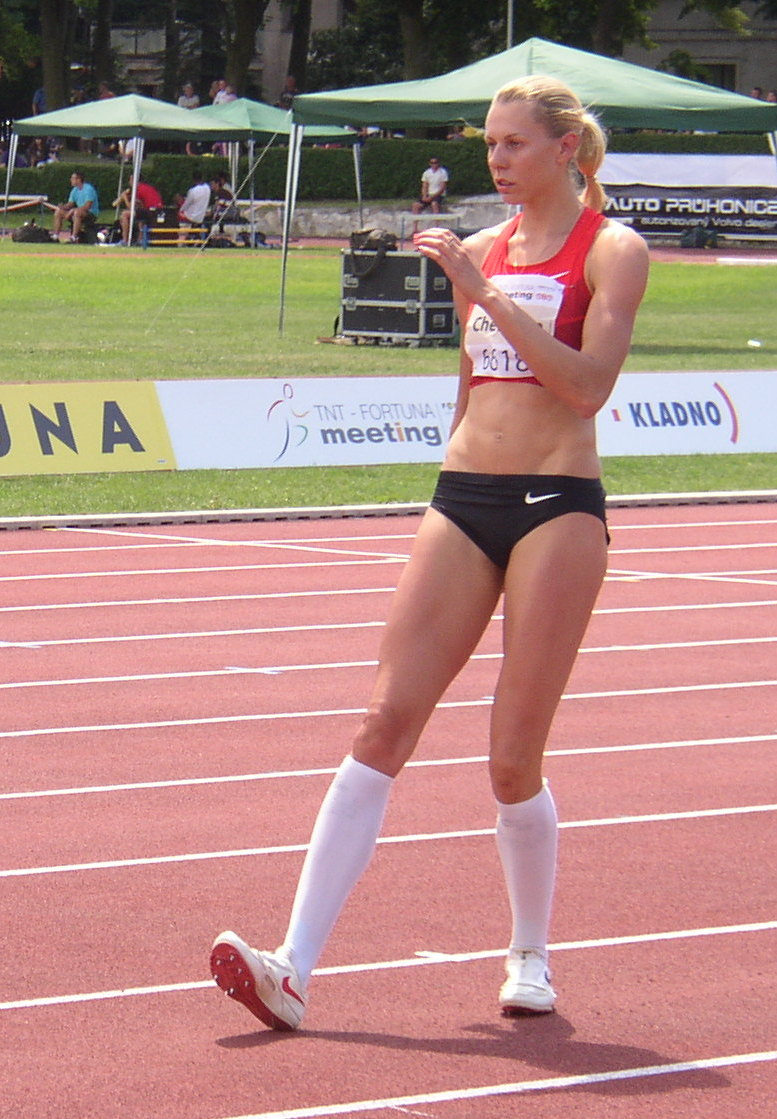
Tatjana Tschernowa wurde nach positivem Dopingbefund disqualifiziert

## Videolinks
- Jessica Ennis wins heptathlon gold in berlin 2009, youtube.com, abgerufen am 13. Dezember 2020
- Jessica Ennis - Heptathlon Hurdles - Berlin 2009 - Jessica Close Up, youtube.com, abgerufen am 13. Dezember 2020
- 2009 Berlin Heptathlon - Women shot put, youtube.com, abgerufen am 13. Dezember 2020